# Disparoneura quadrimaculata
Disparoneura quadrimaculata là loài chuồn chuồn trong họ Platycnemididae. Loài này được Rambur mô tả khoa học đầu tiên năm 1842.